# John Henry Vivian
John Henry Vivian (9 août 1785-10 février 1855) est un industriel gallois et un homme politique originaire de Cornouailles.

## Biographie
Il est le fils de John Vivian (1750-1826), de Truro (Cornouailles), et de son épouse Betsey, fille du révérend Richard Cranch, et le frère de Hussey Vivian (1er baron Vivian). Il est propriétaire de mines de cuivre, de fonderie et de négoce de cuivre à Swansea (Vivian & Sons), Liverpool, Birmingham et Londres. Entre 1832 et 1855, il siège comme député du district de Swansea. Il est membre de la Royal Society, major de la Royal Stannary Artillery, juge de paix et lieutenant adjoint.
Il épouse Sarah, fille aînée d'Arthur Jones, de Reigate le 30 octobre 1816. Ils ont huit enfants, dont Henry Vivian (1er baron Swansea), Sir Arthur Vivian et Richard Glynn Vivian. Il est décédé le 10 février 1855. Sa femme lui a survécu pendant plus de 30 ans et est décédée le 8 septembre 1886.
La vivianite minérale (Fe 3 (PO 4 ) 2 • 8 (H 2 O)) est nommée en son honneur.